# Primorski turizam
Primorski turizam je najmasovniji vid motivskih turističkih kretanja. Masovnost je vezana za specifičnu atraktivnost hidro-klimatskog kompleksa toplih morskih obala: jasno je da se topla morska voda, atraktivne peščane plaže i obilje sunčevog sjaja ne mogu porediti ni sa jednom drugom vrstom motiva na kontinentima. Zbog toga se područja suptropskih primorja ubrajaju u turistički najatraktivnije prostore u kojima se registruje izuzetno obiman turistički promet.

## Atraktivno dejstvo mora i morske obale
Prvenstveno je vezano za rekreativne (kupanje, plivanje, sunčanje, veslanje, skijanje na vodi, ribolov), ali i estetske atribute (razgledanje obala, ostrva, zaliva, rtova i zatona, koji plene harmonijom oblika i boja), koji čine osnovu za ostvarenje turističkog doživljaja visokog kvaliteta. Imajući u vidu da su primorski klimati bili pogodni za nastanjivanje u najranijem periodu ljudske civilizacije, razumljivo je što spomeničko nasledje antičkih civilizacija, takodje, čini bitnu komponentu ponude i sadržaja boravka u ovoj vrsti prometa. Znači, turistički boravak na obalama mora može biti vrlo raznovrstan i baziran na heterogenosti motivskog sadržaja.
Usled skladnog preplitanja i prožimanja prirodnih i antropogenih vrednosti, Sredozemlje je neponovljiv prirodni ambijent i jedinstvena riznica kulturnog nasledja. Toplo Sredozemno more, sa temperaturom koja u svim njegovim delovima, idući od zapada ka istoku, u avgustu prelazi 22 °C (izuzev krajnjeg severa Crnog mora), duga i topla leta a blage i kratke zime, kvalitetne peščane plaže, atraktivni ostrvski arhipelazi, bogatstvo vegetacije, raskošni pejzaži, brojni istorijski spomenici koji svedoče o različitim kulturnim ciklusima koje je Mediteran prolazio, pružaju odlične mogućnosti za razvoj turizma. Imajući sve ovo u vidu, lako je objasniti podatak da se u oblasti Mediteranskog primorja, uključujući ostrva, realizuje oko 1/3 godišnjeg medjunarodnog turističkog prometa. U skladu sa pomenutim, Jadranska turistička makroregija (Istra, Kvarner, Dalmacija, Dubrovačko primorje) turistički je najatraktivniji deo Hrvatske, obuhvatajući uzak primorski pojas, brojna ostrva, hridi i grebene, od rta Savudrija na severozapadu Istre do Bokokotorskog zaliva na jugoistoku. Iako ova prostorna celina obuhvata nešto manje od trećine teritorije Hrvatske, u njoj se registruje oko 75% turističkih posetilaca, odnosno preko 90% ukupnih turističkih noćenja u ovoj državi.

## Karakteristike primorskog turizma
Primorski turizam karakterišu tri bitne osobine: 
- Duži turistički boravak - Radijus kretanja kod primorskog turizma nije determinisan samo udaljenošću obala i primorja od matičnih područja, već i stepenom atraktivnosti hidroklimatskog kompleksa, pri čemu se misli na razlike u temperaturi vode i vazduha, dužini insolacije, jačini estetskih atributa i sl. O ovome treba posebno voditi računa prilikom formiranja i plasmana ponude u primorskom turizmu, jer od toga zavise fizički obim i ekonomski efekti turističkog prometa.
- Velika sezonska koncentracija - Izrazita sezonska koncentracija primorskog turizma u letnjem delu godine (kada je reč o umerenim i suptropskim geografskim širinama) klimatski je uslovljena, imajući u vidu da letnji kupališni turizam predstavlja osnovu turističkog privredjivanja. Iako se faktor sezoničnosti primorskog turizma ne može izbeći postoje načini da se njegovi uticaji ublaže, omogući ravnomernija distribucija tražnje tokom godine, ostvari veći profit i poboljša uposlenost lokalnog stanovništva. Iz pomenutog proističe potreba obogaćivanja ponude vansezonskim sadržajima, kvalitetnije valorizacije kulturnog nasledja, sofisticiranijeg istraživanja turističkog sadržaja, osmišljenijeg razvoja manifestacionog, kongresnog i ekskurzionog turizma. U svakom slučaju, pitanje produženja sezone je od suštinskog značaja za efikasno i rentabilno privredjivanje, ali je ono i u primorskom turizmu kompleksno i delikatno.
- Izrazito rekreativno obeležje - Iako kupališno-rekreativni sadržaji predstavljaju osnovu razvoja primorskog turizma, u priobalnim delovima okeana i mora sve uspešnije se razvijaju i drugi oblici prometa: manifestacioni, kongresni, ekskurzioni, nautički, spomenički, zdravstveno-rekreativni, klimatski turizam i dr.[2]

## Turistički razvijena primorska mesta
Regiju Kvarnera, kao jednu od turistički najrazvijenijih u Hrvatskoj (Rijeka, Opatija, Novi Vinodolski, Lovran, Rab i druga mesta), karakteriše izrazita sezoničnost turističkog prometa, koji se najvećim delom (više od 80%) realizuje u periodu od početka jula do kraja septembra. Najslabiju posećenost Kvarner beleži u pozno jesenjim i zimskim mesecima, kada je i stepen iskorišćenosti turističkih kapaciteta najmanji, što se najvećim delom može objasniti nepovoljnim klimatskim uslovima u ovom delu godine.
Treba istaći pozitivan primer primorskog mesta Benidorm u provinciji Alikante (Španija), gde osnovu turističkog privredjivanja predstavljaju kvalitetne plaže, čisto i toplo more i blaga mediteranska klima. Iako turistički promet ima naglašenu sezonsku koncentraciju, jer se u tri letnja meseca ostvaruje oko 50% noćenja, sve je veći broj turista koji Benidorm posećuju zimi. Obogaćivanje ponude kulturnim i zabavnim sadržajima u vansezonskom periodu doprinosi ravnomernoj distribuciji prometa u godini i ostvarivanju većih prihoda od turizma.

## Crnogorsko primorje
Crnogorsko primorje je dominantna turistička regija Crne Gore, na nacionalnom i medjunarodnom planu, i to po značaju primarnih prirodnih vrednosti, kulturno-istorijskog nasleđa i nivou materijalne turističke baze, koja može biti solidan oslonac za pokretanje turizma. Time je potvrđeno da na ovom području postoje odlični prirodni uslovi i objektivne mogućnosti za razvoj više oblika turizma, od kojih su najvažniji:
- Boravišni, kupališno-rekreativni, kao glavni i najmasovniji oblik turizma uopšte sa najviše obezbeđenih uslova za razvoj;
- Zdravstveno-rekreativni (banjski i klimatski), sa afirmisanim banjskim centrom Igalo i zdravstveno-rekreativnim centrima u razvoju (Prčanj, Risan);
- Nautički, do sada malo razvijen, ali potencijalno vrlo značajan;
- Manifestacioni turizam (kulturno-zabavni i sportsko-rekreativni programi i manifestacije, sajamske priredbe, naučni, stručni i drugi skupovi), sa solidnim organizaciono-institucionalnim kapacitetima za realizaciju ovog oblika prometa.[4]